# Eulophia andamanensis
Eulophia andamanensis är en orkidéart som beskrevs av Heinrich Gustav Reichenbach. Eulophia andamanensis ingår i släktet Eulophia och familjen orkidéer. Inga underarter finns listade i Catalogue of Life.